# Titanomyrma
A Titanomyrma (magyarul: titán hangya) a rovarok (Insecta) osztályának hártyásszárnyúak (Hymenoptera) rendjébe, ezen belül a hangyák (Formicidae) családjába és az eocén korban élt, kihalt Formiciinae alcsaládjába tartozó nem.

## Előfordulásuk
A korábban Formicium nembe sorolt T. giganteát és T. simillimát a németországi Messelben és Eckfeld Maarban találták meg. A Titanomyrma-fajok előfordulási területe 2011-ben nagymértékben kibővült amikor is az Amerikai Egyesült Államokbeli Wyomingban felfedezték a T. lubei-t. Ez a 49,5 millió éves királynő maradvány, az első óriáshangya, amelyet az Amerikákban találtak meg.

## Rendszerezésük
- Titanomyrma lubei Archibald et al., 2011 – a holotípust Louis Lube fedezte fel a wyomingi Sweetwater megyében levő Green River Formationban. A felfedezőjéről kapta a fajnevét. A holotípus egy szárnyas királynőből áll, amely körülbelül akkora volt, mint egy mai kolibri. E faj leírója Bruce Archibald. Ezt a maradványt a denveri Természettudományi Múzeumban (Denver Museum of Nature and Science) őrzik.
- Titanomyrma gigantea (Lutz, 1986); szinonimája: Formicium giganteum Lutz, 1986; típusfaj – ez a valaha élt legnagyobb hangyafaj. A hím 3 centiméter, míg a királynő 6 centiméter hosszú volt. A szárnyfesztávolsága elérte a 15 centimétert.
- Titanomyrma simillima (Lutz, 1986); szinonimája: Formicium simillimum Lutz, 1986

### Fordítás
- Ez a szócikk részben vagy egészben  a   Titanomyrma című angol Wikipédia-szócikk ezen változatának fordításán alapul.  Az eredeti cikk szerkesztőit annak laptörténete sorolja fel. Ez a jelzés csupán a megfogalmazás eredetét és a szerzői jogokat jelzi, nem szolgál a cikkben szereplő információk forrásmegjelöléseként.